# Lutilla
Lutilla (szlovákul: Lutila) község Szlovákiában, a Besztercebányai kerületben, a Garamszentkereszti járásban.

## Fekvése
Garamszentkereszttől 3 km-re északra, a Garam völgyének középső részén fekszik. Három patak, a Slaska (Slaský)-, a Lutila (Lutilský)- és a Kapronca (Kopernický)-patak folyik rajta keresztül.

## Története
A falu 1300 körül keletkezett a szentkereszti uradalom területén. Első írásos említése 1487-ben történik „Lutina" néven. Legközelebb 1491-ben jegyzik, amikor fatemplomát felszentelték. Ekkor az esztergomi érsekség birtoka. Következő említése 1536-ból keltezett, amikor 26 porta és malom áll a faluban. 1558-ban iskola, plébánia, két kápolna és malom található a településen. 1601-ben 120 háza, továbbá plébániája, iskolája volt. 1682-ben a települést felégette a török. 1715-ben mint újjáépített falut említik, ahol mintegy 100 ház található. 63 adózó lakója közül öt kézműves és malom is áll itt. 1828-ban 109 háza és 744 lakosa volt. Lakói főként mezőgazdasággal foglalkoztak.
Vályi András szerint: „LUTILLA. Tót falu Bars Várm. földes Ura a’ Besztercze Bányai Püspökség, lakosai katolikusok, fekszik Szent Kereszthez fél mértföldnyire, határja tágas, földgye jó, réttye elég, fája tűzre, és épűletre van, fa szerszámot is készítenek lakosai."
Fényes Elek szerint: „Luttilla, tót falu, Bars vármegyében, Sz. Kereszthez 1 mfd., 744 kath. lak. Kath. paroch. templom. Határa nagy de sovány. Erdeje sok. F. u. a beszterczei püspök."
Bars vármegye monográfiája szerint: „Lutilla, Garamszentkereszt közelében fekvő tót kisközség, 1048 kath. vallású lakossal. E községről 1491-ben villa Sclavorum Lathua körülirással tesznek említést, a mikor Szent-Kereszthez tartozónak mondják az oklevelek. Azután az esztergomi érsek lett a földesura, majd pedig, a beszterczebányai püspökség felállításával, ennek püspökei. Régi templomát, mely 1489-ben épült, az idők folyamán a sok átalakítással - különösen 1660-ban - elrontották, de azért még most is látszanak gótikus részletei. Hajdan német lakosai is voltak, a kik a községet Windisch-Litta néven nevezték, míg a XVIII. században Lutillya alakban van feljegyezve. A község postája, távirója és vasúti állomása Garamszentkereszt. Ide tartozik Chlnok tanya is."
A trianoni békeszerződésig Bars vármegye Garamszentkereszti járásához tartozott.
1928-ban leégett a malom, majd a következő évi tűzvésznek 9 ház esett áldozatul. Az 1930-as években – a nagy világválság idején – lakosságának 60%-a kivándorolt nyugatra. 1931-ben bevezették az elektromos áramot a községbe és a következő évben működésbe lépett az első lámpa is. A községet 1945. április 1-jén foglalta el a szovjet hadsereg. Termelőszövetkezete 1957-ben alakult.

## Népessége
| Év:            | 1994. | 2004.    | 2014.   | 2024.   |
| -------------- | ----- | -------- | ------- | ------- |
| Emberek száma: | 1135  | 1332     | 1324    | 1382    |
| Eltérés:       |       | +17,35 % | -0,60 % | +4,38 % |

| Év:            | 2023. | 2024.   |
| -------------- | ----- | ------- |
| Emberek száma: | 1377  | 1382    |
| Eltérés:       |       | +0,36 % |

1910-ben 1133, túlnyomórészt szlovák anyanyelvű lakosa volt.
2001-ben 1276 lakosából 1261 szlovák volt.
2011-ben 1317 lakosából 1224 szlovák volt.

## Nevezetességei
- Szent László király tiszteletére szentelt, római katolikus temploma eredetileg gótikus stílusban épült. Első említése 1491-ből származik.
- Nepomuki Szent János szobra a 18–19. század fordulóján készült.

## Külső hivatkozások
- Hivatalos oldal
- Községinfó
- Lutilla Szlovákia térképén
- E-obce.sk Archiválva 2007. november 14-i dátummal a Wayback Machine-ben